# Geolycosa missouriensis
Geolycosa missouriensis là một loài nhện trong họ Lycosidae.
Loài này thuộc chi Geolycosa. Geolycosa missouriensis được Richard C. Banks miêu tả năm 1895.